# Романовский, Георгий Борисович
Георгий Борисович Романовский (род. 30 августа 1973, Киров, Кировская область, РСФСР, СССР) — российский учёный-правовед, специалист в области прав человека. Доктор юридических наук, профессор. Заведующий кафедрой «Уголовное право» Пензенского государственного университета (с 2007).
Руководитель магистерской программы «Уголовное право» ПГУ.

## Биография
Родился 30 августа 1973 года в г. Киров.
В 1994 году закончил Мордовский государственный университет имени Н. П. Огарёва по специальности «Юриспруденция». 
В 1997 году защитил кандидатскую диссертацию на тему «Конституционное регулирование права на неприкосновенность частной жизни»  в Санкт-Петербургском государственном университет. 
В 2007 году защитил докторскую диссертацию на тему «Теоретические проблемы права человека на жизнь: конституционно-правовое исследование» в НИИ Системного анализа Счетной палаты Российской Федерации. 
С 2005 года работает в ПГУ в должностях доцента и профессора. 
С 2007 года - заведующий кафедры «Уголовное право».

## Научные публикации
Автор более 450 научных публикаций: в ведущих научных рецензируемых журналах, индексируемых в БД Scopus и WoS, включённых в Перечень Высшей аттестационной комиссии (ВАК) при Министерстве науки и высшего образования Российской Федерации, учебных и учебно-методических пособий, монографий (в том числе коллективных).
Постоянный участник научных конференций всероссийского и международного уровня.
Участвовал в качестве эксперта в Российском фонде фундаментальных исследований, а также был экспертом мега-грантов Правительства Российской Федерации (2010) В настоящее время зарегистрирован в качестве эксперта Федерального реестра экспертов научно-технической сферы Минобрнауки России (2013-2016). Эксперт Российского научного фонда.
Основные научные интересы: права человека, актуальные проблемы уголовного права.
Некоторые труды:
Монографии:
- Романовский Г.Б., Романовский В.Г. Пытки и борьба с терроризмом. М.: Проспект, 2021. 128 с. ISBN 978-5-392-33686-9
- Романовский Г.Б., Романовская О.В. Права человека и борьба с терроризмом: зарубежный опыт. М.: Проспект, 2021. 192 с. ISBN 978-5-392-31067-8
- Романовский Г.Б. Правовая охрана материнства и репродуктивного здоровья: монография. М.: Проспект, 2016. 216 с. ISBN 978-5-392-19692-0
- Капитонова Е.А., Романовский Г.Б. Современный терроризм. М., Юрлитинформ, 2015. 216 с. ISBN 978-5-4396-0889-8
- Государственная власть в субъектах Российской Федерации: понятие, организация, принципы: монография / под ред. Г.Б. Романовского. М.: Юрлитинформ, 2016. 288 с. ISBN 978-5-4396-1074-7
- Капитонова Е.А., Романовская О.В., Романовский Г.Б. Правовое регулирование трансплантологии : монография. Москва : Проспект, 2016. 144 с. ISBN 978-5-392-21114-2

Статьи в научных журналах:
- Романовская О.В., Романовский Г.Б. Проблемы правового регулирования применения биомедицинских технологий в России и за рубежом // Гены & Клетки. 2016. Том XI. № 1. С. 75-81.
- Романовский Г.Б. Сравнительно-правовой анализ избирательного статуса осужденных в национальном и международном праве // Криминологический журнал Байкальского государственного университета экономики и права. 2013. № 4. С. 146-154.
- Романовский Г.Б. Право на здоровье и право на охрану здоровья в международном и национальном праве // Гражданин и право. 2021. № 5. С. 3-14.
- Романовский Г.Б. Право на восстание и «цветные» революции в современном мире // Российский журнал правовых исследований. 2016. № 1. С. 65-72.
- Романовский Г.Б. Правовое регулирование медицинских инновационных технологий в Российской Федерации: проблемы и перспективы // Российская юстиция. 2016. № 10.
- Романовский Г.Б. Конституционный запрет на пытки // Гражданин и право. 2020. № 2. С. 3-14.
- Романовский Г.Б. Право и евгеника: история и современность // Гражданин и право. 2019. № 2. С. 3-14.
- Романовский Г.Б. ДНК-идентификация и борьба с преступностью // Гражданин и право. 2018. № 8. С. 59-71.
- Романовский Г.Б. О праве на аборт в России и за рубежом // Гражданин и право. 2017. № 5. С. 17-30.